# ماريا بياتريس دي إستي دوقة ماسا
ماريا بياتريس داستي (ماريا بياتريس ريكياردا؛ 7 أبريل 1750 - 14 نوفمبر 1829)؛ كانت آخر سليل من فرع الأصغر لعائلة إستي، كانت أميرة دوقية مودنة وريغيو، وأصبحت أيضا دوقة ماسا وكرارا الحاكمة منذ عام 1790 حتى عام 1796، ثم منذ عام 1815 حتى وفاتها في عام 1829، تزوجت من الأرشيدوق فرديناند النمساوي وأسست معه أسرة هابسبورغ-إستي.

## الحياة
ولدت ماريا بياتريس في 1750 بقصر الدوقي في مودنة باعتبارها الطفل الأول لوالديها الأمير إركولي ووالدتها ماريا تيريزا شيبو-مالاسبينا دوقة ماسا وكرارا، كان والدها لا يزال ولي عهد آنذاك، كان أجدادها فرانشيسكو الثالث دوق مودنة وريغيو وجدتها المتقلبة ذو الأصول الفرنسية شارلوت أغلاي من أورليان، وإما جدتها لأمها كانت ريكياردا غونزاغا، كان زواج والديها غير جيد وعاشا بشكل منفصل لم يكن لديها سوى شقيق واحد الأمير رينالدو فرانشيسكو توفي بعد 4 أشهر من ولادته في 1753، مما تركها الوريثة الوحيدة لأبيها وجدها، ونظراً لأن القانون السالي كان يمنع ميراث الإناث في الدوقية (ليس في دوقية ماسا وكرارا)، لذلك شرع جدها في إيجاد حل قبل أن يتم استيعاب الدوقية بعد وفاة ابنه دون وريث ذكر من قبل الإمبراطورية الرومانية المقدسة باعتبار الإقطاعية تابعة لها.
لذلك في 1753 عقد جدها معاهدة مع آل هابسبورغ حكام الإمبراطورية، وبموجبها أصبح الأرشيدوق ليوبولد خطيبها، وفي هذه الأثناء سيتولى فرانشيسكو منصب حاكم ميلانو المؤقت والمخصص للأرشيدوق حتى بلوغه، ولكن في 1761 توفي شقيق ليوبولد الأكبر الذي كان وريث دوقية توسكانا الكبرى، لهذا كان لا بد من مراجعة المعاهدات، ففي 1763 على الرغم من معارضة والدها تم اتفاق على استبدال ليوبولد بشقيقه الأصغر الأرشيدوق فرديناند الذي كان أصغر منها بأربعة سنوات، وفي أكتوبر 1771 تزوجا في ميلانو، وعلى الفور تنازل جدها عن منصبه كحاكم ميلانو لصالح الأرشيدوق، واستقر الزوجين بميلانو لخمسة عشرون سنة التالية حتى فرارهما.
في 1790 توفيت والدتها ماريا تيريزا دوقة ماسا وكرارا وباعتبارها الابنة الكبرى أصبحت الحاكمة الآن، على الرغم من أنها كانت إدارية، إلا أنها لم تنتقل إلى أراضيها أبداً، بعد الغزو الفرنسي لشمال إيطاليا، أمضت معظم حياتها في النمسا، وفي النهاية في البلاط الإمبراطوري وخاصة بعد أصبحت حماة الإمبراطور.
في 1814 استعادة ماريا بياتريس أراضيها في ماسا وكرارا، لأن والدها إركولي الثالث وزوجها الأرشيدوق فرديناند توفوا مع أوائل عقد 1800، تنازلت عن حقها في دوقية مودنة وريغيو لصالح ابنها البكر فرانشيسكو الرابع، وعند وفاتها في 1829 دمج أراضيها في توسكانا القديمة مع مودنة وريغيو حكم ذريتها جميع الأراضي حتى 1859.

## الذرية
| الاسم                                                                                          | الصورة | الحياة      | ملاحظة                                                                                              |
| ---------------------------------------------------------------------------------------------- | ------ | ----------- | --------------------------------------------------------------------------------------------------- |
| الأرشيدوق يوزف فرانتس                                                                          |        | 1772        | توفي صغيراً.                                                                                         |
| الأرشيدوقة ماريا تيريزا ملكة سردينيا                                                           |        | 1773 – 1832 | تزوجت من فيتوريو إمانويلي الأول، لهم ذرية.                                                          |
| الأرشيدوقة جوزيفا                                                                              |        | 1775 – 1777 | توفيت صغيرة.                                                                                        |
| الأرشيدوقة ماريا ليوبولدين ناخبة بافاريا                                                       |        | 1776 – 1848 | تزوجت أولاً من كارل ثيودور ناخب بافاريا، ليس لديهم أبناء. تزوجت ثانياً من لودفيغ كونت أركو، لهم ذرية. |
| فرانشيسكو الرابع دوق مودنة وريغيو                                                              |        | 1779 – 1846 | تزوج من ابنة شقيقته ماريا بياتريس من سافوي، لهم ذرية.                                               |
| الأرشيدوق فرديناند كارل يوزف [الإنجليزية] القائد الأعلى للجيش النمساوي خلال الحروب النابليونية |        | 1781 – 1850 | غير متزوج                                                                                           |
| الأرشيدوق ماكسيمليان يوزف سيد الأكبر لفرسان التيوتون                                           |        | 1782 – 1863 | غير متزوج                                                                                           |
| الأرشيدوق ماريا أنطونيا                                                                        |        | 1784 – 1786 | توفي صغيراً                                                                                          |
| الأرشيدوق كارل أمبروسيوس [الإنجليزية] رئيس أساقفة استرغوم                                      |        | 1785 – 1809 | توفي غير منزوج                                                                                      |
| الأرشيدوقة ماريا لودوفيكا إمبراطورة النمسا                                                     |        | 1787 – 1816 | تزوجت من ابن عمها فرانتس الأول إمبراطور النمسا، ليس لديهم أبناء.                                    |